# Dryobius miocenicus
Dryobius miocenicus là một loài bọ cánh cứng trong họ Cerambycidae.